# Cerro del Fraile
El Cerro del Fraile es una montaña ubicada al SE de la provincia de Almería (España). Está dentro del parque natural del Cabo de Gata-Níjar, cerca del pueblo de Pozo de los Frailes. Conforma los restos de una antigua caldera volcánica. Con 493 metros de altura, es el punto más alto de la Sierra del Cabo de Gata.

## Descripción
El volcán se originó bajo el mar, como todos los volcanes del Cabo de Gata. Sus erupciones siempre fueron con expulsión de coladas de lava, nubes piroclásticas y formación de domos. Entre esas erupciones, se formaron los domos Fraile Grande, Fraile Chico y Calignera. Durante esas erupciones, el estratovolcán se colapsó convirtiéndose en una vieja caldera. Media parte de ella, está bajo el mar. La otra parte es donde se sitúa la punta de Loma Pelada.

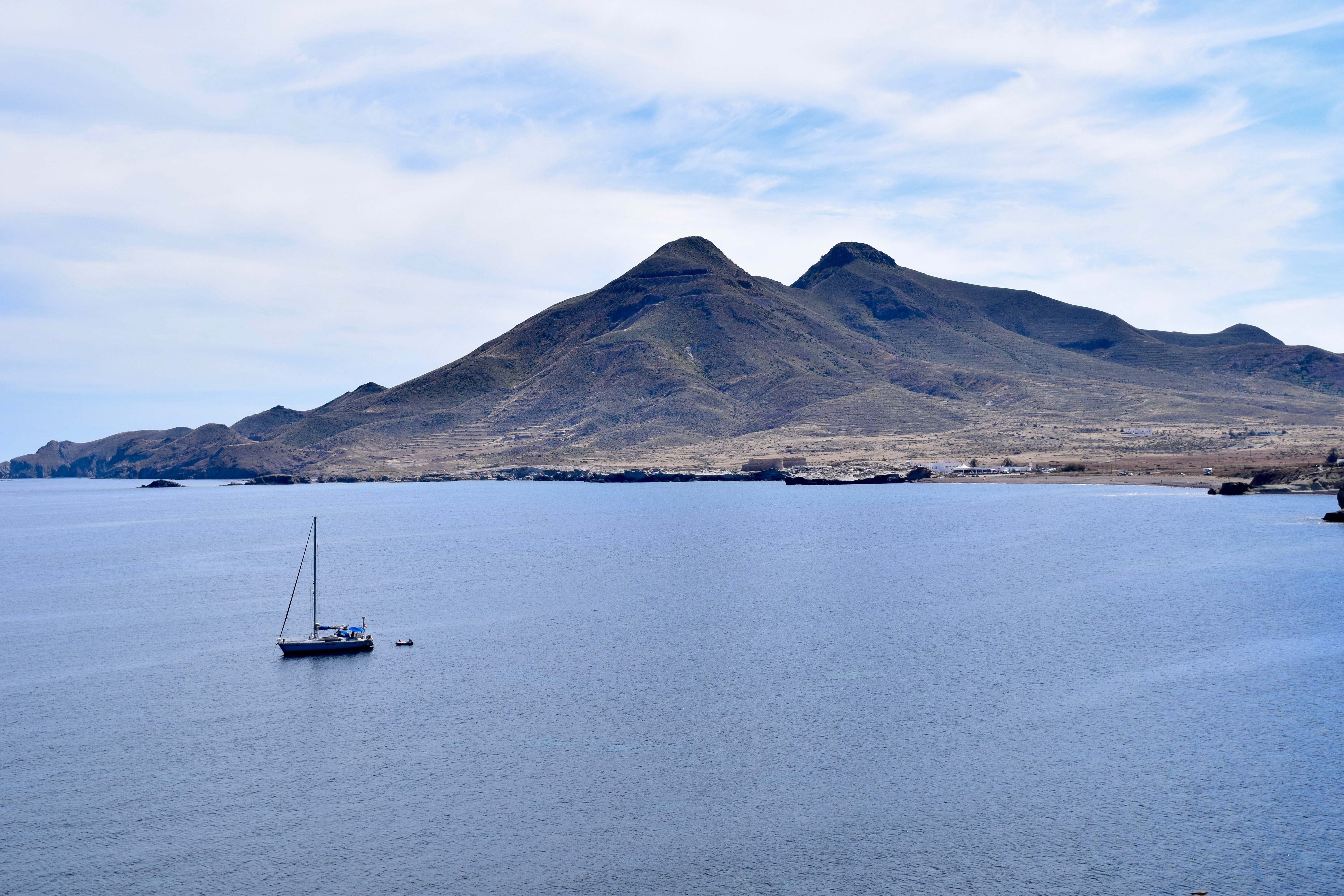
Vista de los volcanes de Los Frailes desde el mirador de la Isleta del Moro.